# Manuel Mateo
Manuel Mateo y Mateo (Corella, Navarra, 1904-Madrid, 1936) fue un político y sindicalista español de ideología falangista. Murió asesinado, víctima de la represión republicana, tras el estallido de la guerra civil española.

## Biografía
Nació en la localidad navarra de Corella en 1904, en el seno de una familia numerosa. Realizó sus estudios en Logroño.
Obrero de pasado comunista, posteriormente se integraría en las filas de Falange. Fue uno de los fundadores de la Central Obrera Nacional-Sindicalista (CONS), sindicato creado en 1934 por la Falange. La Central Obrera Nacional-Sindicalista se formó virtualmente sin miembros, por iniciativa de Ramiro Ledesma y constituida por dos antiguos miembros de la anarquista CNT (Nicasio Álvarez de Sotomayor y Guillén Salaya), además del propio Manuel Mateo. La jefatura de la CONS recayó en Mateo, nombrado por José Antonio Primo de Rivera en enero de 1935. Mateo colaboraría en esta época con publicaciones falangistas como F.E. o No Importa.
A lo largo de 1935 y comienzos de 1936, al tiempo que se iba articulando la CONS —y aumentaba su tamaño—, Mateo intervino en varios mítines falangistas. Manuel Mateo fue asesinado en Madrid tras el estallido de la Guerra civil, a pesar de que una familia lo escondía en su vivienda.